# Папе Диуф
Мабаба „Папе“ Диуф (18 декември 1951 г., Абече, Френска Екваториална Африка – 31 март 2020 г., Дакар, Сенегал) е сенегалски журналист, футболен функционер и агент.
Президент е на френския ФК „Олимпик“ (Марсилия) от 2005 до 2009 г. Той е първият чернокож президент на клуб от топ-лигите в Европа

## Личен живот
Абече се ражда в Абече, Френска Екваториална Африка (френска територия съставена от 4 страни, роден е в сегашния Чад), от сенегалски военни родители. Диуф има чадско, сенегалско и френско гражданство. Мести се в Марсилия на 18 годишна възраст. Учи в Sciences Po. Започва работа в пощенски офис. По-късно като журналист на свободна практика, а по-късно като водещ репортер. След като спортния „La Sport“ фалира, той използва връзките си, за да започне работа като футболен мениджър. Той се превръща в новатор на това поприще. Негови клиенти са Базил Боли и Жозеф-Антоан Бел, а клубът започва началото на величието си.
През 2004 година той е назначен за спортен директор на „Олимпик Марсилия“, по-късно същата година става и негов президент.
Папе Диус умира на 68 години на 31 март 2020 г. вследствие от COVID-19.

## Награди и отличия
- Орден на Почетния легион